# Mołnia 8K78M

Mołnia-M (graficzna prezentacja)

Mołnia 8K78M (Mołnia-M), pol. „błyskawica” – podgrupa radzieckich (od 1992 rosyjskich) trójczłonowych rakiet nośnych wywodzących się bezpośrednio z rakiety Mołnia 8K78, których konstrukcja została zapożyczona z rakiet Sojuz.
Wystrzelono 294 sztuki rakiet Mołnia-M, które wyniosły na orbitę sondy Wenera i Łuna, trzy serie satelitów łącznościowych Mołnia, wojskowe satelity serii Oko i pogodowe, Prognoz.
Występowała w czterech wariantach: podstawowym, 2BL, ML, SOL.
Koszt jednej rakiety to ok. 39 mln USD (kurs z 1985).
Ostatni start Mołni-M miał miejsce 30 września 2010. Od tego czasu Mołnię-M zastąpiła rakieta Sojuz-2.

## Chronologia
1. 19 lutego 1964, 05:47 GMT, s/n 15000-19; miejsce startu: Bajkonur (LC1), Kazachstan
Ładunek: Wenera 3MW-1 2; Uwagi: start nieudany
2. 21 marca 1964, 08:16 GMT, s/n 15000-20; miejsce startu: Bajkonur (LC1), Kazachstan
Ładunek: Łuna E-6 6; Uwagi: start nieudany – w 290. s lotu jedna z komór silnika 3. członu rakiety nie osiągnęła pełnego ciągu – z powodu usterki pirotechnicznego układu otwierania nie otworzył się zawór tlenu. W 486,8 s przestała pracować główna komora silnika 8D715P. Górny stopień rakiety wrócił do atmosfery ulegając spaleniu.
3. 27 marca 1964, 03:24 GMT, s/n 15000-22; miejsce startu: Bajkonur (LC1), Kazachstan
Ładunek: Kosmos 27; Uwagi: start nieudany – stopień ucieczkowy (połączony z ładunkiem) utracił stabilność położenia będąc na orbicie parkingowej. Powodem była utrata zasilania w zaworach pneumatycznych systemu kontroli położenia. Stopień ucieczkowy wraz z ładunkiem pozostał na orbicie.
4. 2 kwietnia 1964, 02:52 GMT, s/n 15000-23; miejsce startu: Bajkonur, Kazachstan
Ładunek: Zond 1; Uwagi: start udany
5. 20 kwietnia 1964, 08:08 GMT, s/n T15000-21; miejsce startu: Bajkonur (LC1), Kazachstan
Ładunek: Łuna E-6; Uwagi: start nieudany – 3. stopień i ładunek wróciły do atmosfery ulegając spaleniu
6. 9 maja 1965, 07:55 GMT, s/n U103-30; miejsce startu: Bajkonur, Kazachstan
Ładunek: Łuna 5; Uwagi: start udany
7. 8 czerwca 1965, 07:40 GMT, s/n U103-31; miejsce startu: Bajkonur, Kazachstan
Ładunek: Łuna 6; Uwagi: start udany
8. 12 listopada 1965, 05:02 GMT; miejsce startu: Bajkonur (LC31), Kazachstan
Ładunek: Wenera 2; Uwagi: start udany
9. 16 listopada 1965, 04:19 GMT; miejsce startu: Bajkonur (LC31), Kazachstan
Ładunek: Wenera 3; Uwagi: start udany
10. 23 listopada 1965, 03:21 GMT; miejsce startu: Bajkonur (LC31), Kazachstan
Ładunek: Kosmos 96; Uwagi: start udany
11. 31 stycznia 1966, 11:41 GMT, s/n U103-32; miejsce startu: Bajkonur, Kazachstan
Ładunek: Łuna 9; Uwagi: start nieudany – stopień ucieczkowy Blok L utracił kontrolę położenia w jednej z osi (regulator zaciął się w położeniu "zero"). Nie podjęto próby odpalenia silnika członu
12. 1 marca 1966, 11:03 GMT, s/n N103-41; miejsce startu: Bajkonur (LC31), Kazachstan
Ładunek: Kosmos 111; Uwagi: start nieudany – człon ucieczkowy stracił kontrolę położenia podczas bezwładnościowego lotu po orbicie parkingowej na skutek zacięcia się regulatora systemu kontrolnego w pozycji zerowej. Człon nie uruchomił się
13. 27 marca 1966, 11:41 GMT, s/n N103-38; miejsce startu: Bajkonur (LC31), Kazachstan
Ładunek: Mołnia-1 no. 5; Uwagi: start nieudany – awaria silników pomocniczych. Rakieta nośna i ładunek rozbiły się o ziemię
14. 31 marca 1966, 10:46 GMT, s/n N103-42; miejsce startu: Bajkonur, Kazachstan
Ładunek: Łuna 10; Uwagi: start udany
15. 25 kwietnia 1966, 11:41 GMT, s/n N103-39; miejsce startu: Bajkonur, Kazachstan
Ładunek: Mołnia-1 3; Uwagi: start udany
16. 24 sierpnia 1966, 08:03 GMT, s/n N103-43; miejsce startu: Bajkonur, Kazachstan
Ładunek: Łuna 11; Uwagi: start udany
17. 20 października 1966, 07:55 GMT, s/n N103-40; miejsce startu: Bajkonur, Kazachstan
Ładunek: Mołnia-1 4; Uwagi: start udany
18. 22 października 1966, 08:38 GMT, s/n N103-44; miejsce startu: Bajkonur, Kazachstan
Ładunek: Łuna 12; Uwagi: start udany
19. 21 grudnia 1966, 10:17 GMT, s/n N103-45; miejsce startu: Bajkonur, Kazachstan
Ładunek: Łuna 13; Uwagi: start udany
20. 16 maja 1967, 21:43 GMT, s/n Ya716-56; miejsce startu: Bajkonur, Kazachstan
Ładunek: Kosmos 159; Uwagi: start udany
21. 24 maja 1967, 22:48 GMT, s/n ?; miejsce startu: Bajkonur, Kazachstan
Ładunek: Mołnia-1 5; Uwagi: start udany
22. 12 czerwca 1967, 02:38 GMT, s/n ?; miejsce startu: Bajkonur, Kazachstan
Ładunek: Wenera 4; Uwagi: start udany
23. 17 czerwca 1967, 02:36 GMT, s/n ?; miejsce startu: Bajkonur (LC1), Kazachstan
Ładunek: Kosmos 167; Uwagi: start nieudany – silnik 11D33 czwartego stopnia rakiety nie włączył się. Przyczyną awarii było złe schłodzenie turbopompy przed włączeniem. Mogło to być spowodowane złym przyłączeniem przewodów lub wtyczek w gniazdach pirotechnicznych
24. 31 sierpnia 1967, 07:55 GMT, s/n ?; miejsce startu: Bajkonur, Kazachstan
Ładunek: Kosmos 174; Uwagi: start udany
25. 3 października 1967, 05:02 GMT, s/n Ya716-83; miejsce startu: Bajkonur, Kazachstan
Ładunek: Mołnia-1 6; Uwagi: start udany
26. 22 października 1967, 08:38 GMT, s/n Ya716-82; miejsce startu: Bajkonur, Kazachstan
Ładunek: Mołnia-1 7; Uwagi: start udany
27. 7 lutego 1968, 10:43 GMT, s/n Ya716-57; miejsce startu: Bajkonur (LC1), Kazachstan
Ładunek: E-6LS no. 112; Uwagi: start nieudany – w 524,6 s lotu silnik członu trzeciego nagle wstrzymał pracę. Powodem było przedwczesne wyczerpanie paliwa - gazogenerator zużył go w nadmiarze. Przyczyn upatruje się w awarii zaworu wlotowego paliwa lub zaworu kontroli zużycia paliwa
28. 7 kwietnia 1968, 10:09 GMT, s/n Ya716-58; miejsce startu: Bajkonur, Kazachstan
Ładunek: Łuna 14; Uwagi: start udany
29. 21 kwietnia 1968, 04:20 GMT, s/n ?; miejsce startu: Bajkonur, Kazachstan
Ładunek: Mołnia-1 8; Uwagi: start udany
30. 5 lipca 1968, 15:25 GMT, s/n ?; miejsce startu: Bajkonur, Kazachstan
Ładunek: Mołnia-1 9; Uwagi: start udany
31. 5 października 1968, 00:32 GMT, s/n ?; miejsce startu: Bajkonur, Kazachstan
Ładunek: Mołnia-1 10; Uwagi: start udany
32. 16 grudnia 1968, 09:15 GMT, s/n ?; miejsce startu: Bajkonur, Kazachstan
Ładunek: Kosmos 260; Uwagi: start udany
33. 5 stycznia 1969, 06:28:08 GMT, s/n ?; miejsce startu: Bajkonur, Kazachstan
Ładunek: Wenera 5; Uwagi: start udany
34. 10 stycznia 1969, 05:51:52 GMT, s/n ?; miejsce startu: Bajkonur, Kazachstan
Ładunek: Wenera 6; Uwagi: start udany
35. 11 kwietnia 1969, 02:30 GMT, s/n ?; miejsce startu: Bajkonur, Kazachstan
Ładunek: Mołnia-1 11; Uwagi: start udany
36. 22 lipca 1969, 12:55 GMT, s/n ?; miejsce startu: Bajkonur, Kazachstan
Ładunek: Mołnia-1 12; Uwagi: start udany
37. 19 lutego 1970, 18:57 GMT, s/n ?; miejsce startu: kosmodrom Plesieck, Rosja
Ładunek: Mołnia-1 13; Uwagi: start udany
38. 26 czerwca 1970, 03:21 GMT, s/n ?; miejsce startu: kosmodrom Plesieck, Rosja
Ładunek: Mołnia-1 14; Uwagi: start udany
39. 17 sierpnia 1970, 05:38 GMT, s/n ?; miejsce startu: Bajkonur, Kazachstan
Ładunek: Wenera 7; Uwagi: start udany
40. 22 sierpnia 1970, 05:06 GMT, s/n ?; miejsce startu: Bajkonur (LC31), Kazachstan
Ładunek: Kosmos 359; Uwagi: start nieudany – silnik członu ucieczkowego Blok D włączył się z opóźnieniem i wyłączył się po 25 s pracy. Powodem było złe działanie sekwensera (sequencer) i przetwornicy prądu stałego
41. 29 września 1970, 08:24 GMT, s/n ?; miejsce startu: kosmodrom Plesieck, Rosja
Ładunek: Mołnia-1 15; Uwagi: start udany
42. 27 listopada 1970, 15:50 GMT, s/n ?; miejsce startu: kosmodrom Plesieck, Rosja
Ładunek: Mołnia-1 16; Uwagi: start udany
43. 25 grudnia 1970, 03:50 GMT, s/n ?; miejsce startu: Bajkonur, Kazachstan
Ładunek: Mołnia-1 17; Uwagi: start udany
44. 28 lipca 1971, 03:36 GMT, s/n ?; miejsce startu: kosmodrom Plesieck, Rosja
Ładunek: Mołnia-1 18; Uwagi: start udany
45. 24 listopada 1971, 09:36 GMT, s/n ?; miejsce startu: kosmodrom Plesieck, Rosja
Ładunek: Mołnia-2 1; Uwagi: start udany
46. 19 grudnia 1971, 22:50 GMT, s/n ?; miejsce startu: kosmodrom Plesieck, Rosja
Ładunek: Mołnia-1 19; Uwagi: start udany
47. 27 marca 1972, 04:15 GMT, s/n ?; miejsce startu: Bajkonur (LC31), Kazachstan
Ładunek: Wenera 8; Uwagi: start udany
48. 31 marca 1972, 04:02 GMT, s/n ?; miejsce startu: Bajkonur (LC31), Kazachstan
Ładunek: Kosmos 482; Uwagi: start nieudany – awaria timera spowodowała wyłączenie silnika stopnia ucieczkowego Blok L po 125 s
49. 4 kwietnia 1972, 20:38 GMT, s/n ?; miejsce startu: kosmodrom Plesieck (LC43/4), Rosja
Ładunek: Mołnia-1 20; Uwagi: start udany
50. 19 maja 1972, 14:38 GMT, s/n ?; miejsce startu: kosmodrom Plesieck, Rosja
Ładunek: Mołnia-2 2; Uwagi: start udany
51. 19 września 1972, 19:19 GMT, s/n ?; miejsce startu: kosmodrom Plesieck (LC41/1), Rosja
Ładunek: Kosmos 520; Uwagi: start udany
52. 30 września 1972, 20:24 GMT, s/n ?; miejsce startu: kosmodrom Plesieck, Rosja
Ładunek: Mołnia-2 3; Uwagi: start udany
53. 14 października 1972, 06:14 GMT, s/n ?; miejsce startu: kosmodrom Plesieck, Rosja
Ładunek: Mołnia-1 21; Uwagi: start udany
54. 2 grudnia 1972, 04:48 GMT, s/n ?; miejsce startu: Bajkonur, Kazachstan
Ładunek: Mołnia-1 22; Uwagi: start udany
55. 12 grudnia 1972, 06:57 GMT, s/n ?; miejsce startu: kosmodrom Plesieck, Rosja
Ładunek: Mołnia-2 4; Uwagi: start udany
56. 3 lutego 1973, 06:00 GMT, s/n ?; miejsce startu: Bajkonur, Kazachstan
Ładunek: Mołnia-1 23; Uwagi: start udany
57. 5 kwietnia 1973, 11:16 GMT, s/n ?; miejsce startu: kosmodrom Plesieck, Rosja
Ładunek: Mołnia-2 5; Uwagi: start udany
58. 11 lipca 1973, 10:04 GMT, s/n ?; miejsce startu: kosmodrom Plesieck, Rosja
Ładunek: Mołnia-2 6; Uwagi: start udany
59. 30 sierpnia 1973, 00:14 GMT, s/n ?; miejsce startu: kosmodrom Plesieck, Rosja
Ładunek: Mołnia-1 24; Uwagi: start udany
60. 19 października 1973, 10:33 GMT, s/n ?; miejsce startu: kosmodrom Plesieck, Rosja
Ładunek: Mołnia-2 7; Uwagi: start udany
61. 2 listopada 1973, 13:02 GMT, s/n ?; miejsce startu: kosmodrom Plesieck (LC41/1), Rosja
Ładunek: Kosmos 606; Uwagi: start udany
62. 14 listopada 1973, 20:38 GMT, s/n ?; miejsce startu: Bajkonur, Kazachstan
Ładunek: Mołnia-1 25; Uwagi: start udany
63. 30 listopada 1973, 13:12 GMT, s/n ?; miejsce startu: kosmodrom Plesieck, Rosja
Ładunek: Mołnia-1 26; Uwagi: start udany
64. 25 grudnia 1973, 11:16 GMT, s/n ?; miejsce startu: kosmodrom Plesieck, Rosja
Ładunek: Mołnia-2 8; Uwagi: start udany
65. 20 kwietnia 1974, 20:52 GMT, s/n ?; miejsce startu: kosmodrom Plesieck, Rosja
Ładunek: Mołnia-1 27; Uwagi: start udany
66. 26 kwietnia 1974, 14:24 GMT, s/n ?; miejsce startu: kosmodrom Plesieck, Rosja
Ładunek: Mołnia-2 9; Uwagi: start udany
67. 29 czerwca 1974, 16:00 GMT, s/n ?; miejsce startu: kosmodrom Plesieck (LC41/1), Rosja
Ładunek: Kosmos 665; Uwagi: start udany
68. 23 lipca 1974, 01:26 GMT, s/n ?; miejsce startu: kosmodrom Plesieck, Rosja
Ładunek: Mołnia-2 10; Uwagi: start udany
69. 24 października 1974, 12:43 GMT, s/n ?; miejsce startu: kosmodrom Plesieck, Rosja
Ładunek: Mołnia-1 28; Uwagi: start udany
70. 21 listopada 1974, 10:33 GMT, s/n ?; miejsce startu: kosmodrom Plesieck (LC41/1), Rosja
Ładunek: Mołnia-3 1; Uwagi: start udany
71. 21 grudnia 1974, 02:24 GMT, s/n ?; miejsce startu: kosmodrom Plesieck, Rosja
Ładunek: Mołnia-2 11; Uwagi: start udany
72. 30 stycznia 1975, 15:02 GMT, s/n ?; miejsce startu: kosmodrom Plesieck (LC41/1), Rosja
Ładunek: Kosmos 706; Uwagi: start udany
73. 6 lutego 1975, 04:48 GMT, s/n ?; miejsce startu: kosmodrom Plesieck, Rosja
Ładunek: Mołnia-2 12; Uwagi: start udany
74. 14 kwietnia 1975, 17:53 GMT, s/n ?; miejsce startu: kosmodrom Plesieck (LC41/1), Rosja
Ładunek: Mołnia-3 2; Uwagi: start udany
75. 29 kwietnia 1975, 10:33 GMT, s/n ?; miejsce startu: kosmodrom Plesieck, Rosja
Ładunek: Mołnia-1 29; Uwagi: start udany
76. 5 czerwca 1975, 01:40 GMT, s/n ?; miejsce startu: kosmodrom Plesieck, Rosja
Ładunek: Mołnia-1 30; Uwagi: start udany
77. 8 lipca 1975, 05:02 GMT, s/n ?; miejsce startu: kosmodrom Plesieck, Rosja
Ładunek: Mołnia-2 13; Uwagi: start udany
78. 2 września 1975, 13:12 GMT, s/n ?; miejsce startu: kosmodrom Plesieck, Rosja
Ładunek: Mołnia-1 31; Uwagi: start udany
79. 9 września 1975, 00:28 GMT, s/n ?; miejsce startu: kosmodrom Plesieck, Rosja
Ładunek: Mołnia-2 14; Uwagi: start udany
80. 14 listopada 1975, 19:14 GMT, s/n ?; miejsce startu: kosmodrom Plesieck (LC43/3), Rosja
Ładunek: Mołnia-3 3; Uwagi: start udany
81. 17 grudnia 1975, 11:16 GMT, s/n ?; miejsce startu: kosmodrom Plesieck, Rosja
Ładunek: Mołnia-2 15; Uwagi: start udany
82. 27 grudnia 1975, 10:22 GMT, s/n ?; miejsce startu: kosmodrom Plesieck (LC43/3), Rosja
Ładunek: Mołnia-3 4; Uwagi: start udany
83. 22 stycznia 1976, 11:44 GMT, s/n ?; miejsce startu: Bajkonur, Kazachstan
Ładunek: Mołnia-1 32; Uwagi: start udany
84. 11 marca 1976, 19:55 GMT, s/n ?; miejsce startu: kosmodrom Plesieck (LC43/3), Rosja
Ładunek: Mołnia-1 33; Uwagi: start udany
85. 19 marca 1976, 19:40 GMT, s/n ?; miejsce startu: Bajkonur, Kazachstan
Ładunek: Mołnia-1 34; Uwagi: start udany
86. 12 maja 1976, 17:57 GMT, s/n ?; miejsce startu: kosmodrom Plesieck (LC41/1), Rosja
Ładunek: Mołnia-3 5; Uwagi: start udany
87. 1 lipca 1976, 08:06 GMT, s/n ?; miejsce startu: kosmodrom Plesieck (LC43/4), Rosja
Ładunek: Kosmos 837; Uwagi: start nieudany-awaria członu czwartego
88. 23 lipca 1976, 15:50 GMT, s/n ?; miejsce startu: Bajkonur, Kazachstan
Ładunek: Mołnia-1 35; Uwagi: start udany
89. 1 września 1976, 03:23 GMT, s/n ?; miejsce startu: kosmodrom Plesieck (LC43/3), Rosja
Ładunek: Kosmos 853; Uwagi: start nieudany-awaria członu czwartego
90. 22 października 1976, 09:12 GMT, s/n ?; miejsce startu: kosmodrom Plesieck (LC43/4), Rosja
Ładunek: Kosmos 862; Uwagi: start udany
91. 2 grudnia 1976, 02:52 GMT, s/n ?; miejsce startu: kosmodrom Plesieck, Rosja
Ładunek: Mołnia-2 16; Uwagi: start udany
92. 28 grudnia 1976, 06:38 GMT, s/n ?; miejsce startu: kosmodrom Plesieck (LC43/4), Rosja
Ładunek: Mołnia-3 6; Uwagi: start udany
93. 11 lutego 1977, 15:07 GMT, s/n ?; miejsce startu: kosmodrom Plesieck, Rosja
Ładunek: Mołnia-2 17; Uwagi: start udany
94. 24 marca 1977, 12:00 GMT, s/n ?; miejsce startu: kosmodrom Plesieck, Rosja
Ładunek: Mołnia-1 36; Uwagi: start udany
95. 11 kwietnia 1977, 01:38 GMT, s/n ?; miejsce startu: kosmodrom Plesieck (LC43/3), Rosja
Ładunek: Kosmos 903; Uwagi: start udany
96. 28 kwietnia 1977, 09:10 GMT, s/n ?; miejsce startu: kosmodrom Plesieck (LC43/4), Rosja
Ładunek: Mołnia-3 7; Uwagi: start udany
97. 16 czerwca 1977, 01:58 GMT, s/n ?; miejsce startu: kosmodrom Plesieck (LC43/4), Rosja
Ładunek: Kosmos 917; Uwagi: start udany
98. 24 czerwca 1977, 05:44 GMT, s/n ?; miejsce startu: Bajkonur, Kazachstan
Ładunek: Mołnia-1 37; Uwagi: start udany
99. 20 lipca 1977, 04:44 GMT, s/n ?; miejsce startu: Bajkonur, Kazachstan
Ładunek: Kosmos 931; Uwagi: start udany
100. 30 sierpnia 1977, 18:14 GMT, s/n ?; miejsce startu: kosmodrom Plesieck, Rosja
Ładunek: Mołnia-1 38; Uwagi: start udany
101. 28 października 1977, 01:37 GMT, s/n ?; miejsce startu: kosmodrom Plesieck (LC43/3), Rosja
Ładunek: Mołnia-3 8; Uwagi: start udany
102. 24 stycznia 1978, 06:51 GMT, s/n ?; miejsce startu: kosmodrom Plesieck (LC43/3), Rosja
Ładunek: Mołnia-3 9; Uwagi: start udany
103. 2 marca 1978, 22:07 GMT, s/n ?; miejsce startu: kosmodrom Plesieck, Rosja
Ładunek: Mołnia-1 39; Uwagi: start udany
104. 2 czerwca 1978, 12:14 GMT, s/n ?; miejsce startu: kosmodrom Plesieck, Rosja
Ładunek: Mołnia-1 40; Uwagi: start udany
105. 28 czerwca 1978, 02:59 GMT, s/n ?; miejsce startu: kosmodrom Plesieck (LC43/3), Rosja
Ładunek: Kosmos 1024; Uwagi: start udany
106. 14 lipca 1978, 15:07 GMT, s/n ?; miejsce startu: kosmodrom Plesieck, Rosja
Ładunek: Mołnia-1 41; Uwagi: start udany
107. 22 sierpnia 1978, 23:47 GMT, s/n ?; miejsce startu: kosmodrom Plesieck, Rosja
Ładunek: Mołnia-1 42; Uwagi: start udany
108. 6 września 1978, 03:04 GMT, s/n ?; miejsce startu: kosmodrom Plesieck (LC43/4), Rosja
Ładunek: Kosmos 1030; Uwagi: start udany
109. 13 października 1978, 05:19 GMT, s/n ?; miejsce startu: kosmodrom Plesieck (LC43/3), Rosja
Ładunek: Mołnia-3 10; Uwagi: start udany
110. 18 stycznia 1979, 15:42 GMT, s/n ?; miejsce startu: kosmodrom Plesieck (LC43/3), Rosja
Ładunek: Mołnia-3 11; Uwagi: start udany
111. 12 kwietnia 1979, 00:28 GMT, s/n ?; miejsce startu: kosmodrom Plesieck, Rosja
Ładunek: Mołnia-1 43; Uwagi: start udany
112. 5 czerwca 1979, 23:28 GMT, s/n ?; miejsce startu: kosmodrom Plesieck (LC43/4), Rosja
Ładunek: Mołnia-3 12; Uwagi: start udany
113. 27 czerwca 1979, 18:11 GMT, s/n ?; miejsce startu: kosmodrom Plesieck (LC41/1), Rosja
Ładunek: Kosmos 1109; Uwagi: start udany
114. 31 lipca 1979, 04:04 GMT, s/n ?; miejsce startu: kosmodrom Plesieck, Rosja
Ładunek: Mołnia-1 44; Uwagi: start udany
115. 28 sierpnia 1979, 00:17 GMT, s/n ?; miejsce startu: kosmodrom Plesieck (LC43/4), Rosja
Ładunek: Kosmos 1124; Uwagi: start udany
116. 20 października 1979, 07:12 GMT, s/n ?; miejsce startu: kosmodrom Plesieck, Rosja
Ładunek: Mołnia-1 45; Uwagi: start udany
117. 11 stycznia 1980, 12:28 GMT, s/n ?; miejsce startu: kosmodrom Plesieck, Rosja
Ładunek: Mołnia-1 46; Uwagi: start udany
118. 12 lutego 1980, 00:53 GMT, s/n ?; miejsce startu: kosmodrom Plesieck (LC43/4), Rosja
Ładunek: Kosmos 1164; Uwagi: start nieudany-awaria członu czwartego
119. 12 kwietnia 1980, 20:18 GMT, s/n ?; miejsce startu: kosmodrom Plesieck (LC41/4), Rosja
Ładunek: Kosmos 1172; Uwagi: start udany
120. 18 kwietnia 1980, 17:31 GMT, s/n ?; miejsce startu: kosmodrom Plesieck (LC41/4), Rosja
Ładunek: Kosmos 1175; Uwagi: start nieudany – awaria członu czwartego
121. 14 czerwca 1980, 20:52 GMT, s/n ?; miejsce startu: kosmodrom Plesieck (LC43/3), Rosja
Ładunek: Kosmos 1188; Uwagi: start udany
122. 21 czerwca 1980, 20:09 GMT, s/n ?; miejsce startu: kosmodrom Plesieck, Rosja
Ładunek: Mołnia-1 47; Uwagi: start udany
123. 2 lipca 1980, 00:54 GMT, s/n ?; miejsce startu: kosmodrom Plesieck (LC41/1), Rosja
Ładunek: Kosmos 1191; Uwagi: start udany
124. 18 lipca 1980, 10:37 GMT, s/n ?; miejsce startu: kosmodrom Plesieck (LC43/3), Rosja
Ładunek: Mołnia-3 13; Uwagi: start udany
125. 24 października 1980, 10:53 GMT, s/n ?; miejsce startu: kosmodrom Plesieck (LC41/1), Rosja
Ładunek: Kosmos 1217; Uwagi: start udany
126. 16 listopada 1980, 04:33 GMT, s/n ?; miejsce startu: kosmodrom Plesieck, Rosja
Ładunek: Mołnia-1 48; Uwagi: start udany
127. 27 listopada 1980, 21:37 GMT, s/n ?; miejsce startu: Bajkonur, Kazachstan
Ładunek: Kosmos 1223; Uwagi: start udany
128. 9 stycznia 1981, 14:57 GMT, s/n ?; miejsce startu: kosmodrom Plesieck (LC41/1), Rosja
Ładunek: Mołnia-3 14; Uwagi: start udany
129. 30 stycznia 1981, 18:00 GMT, s/n ?; miejsce startu: kosmodrom Plesieck, Rosja
Ładunek: Mołnia-1 49; Uwagi: start udany
130. 19 lutego 1981, 10:00 GMT, s/n ?; miejsce startu: kosmodrom Plesieck (LC16/2), Rosja
Ładunek: Kosmos 1247; Uwagi: start udany
131. 24 marca 1981, 03:31 GMT, s/n ?; miejsce startu: kosmodrom Plesieck (LC41/1), Rosja
Ładunek: Mołnia-3 15; Uwagi: start udany
132. 31 marca 1981, 09:40 GMT, s/n ?; miejsce startu: kosmodrom Plesieck (LC41/1), Rosja
Ładunek: Kosmos 1261; Uwagi: start udany
133. 9 czerwca 1981, 03:33 GMT, s/n ?; miejsce startu: kosmodrom Plesieck (LC41/1), Rosja
Ładunek: Mołnia-3 16; Uwagi: start udany
134. 19 czerwca 1981, 19:37 GMT, s/n ?; miejsce startu: kosmodrom Plesieck (LC43/3), Rosja
Ładunek: Kosmos 1278; Uwagi: start udany
135. 24 czerwca 1981, 19:26 GMT, s/n ?; miejsce startu: kosmodrom Plesieck, Rosja
Ładunek: Mołnia-1 50; Uwagi: start udany
136. 4 sierpnia 1981, 00:13 GMT, s/n ?; miejsce startu: kosmodrom Plesieck (LC16/2), Rosja
Ładunek: Kosmos 1285; Uwagi: start udany
137. 11 września 1981, 08:43 GMT, s/n ?; miejsce startu: kosmodrom Plesieck (LC43/3), Rosja
Ładunek: Kosmos 1305; Uwagi: start nieudany – awaria 4. członu
138. 17 października 1981, 05:59 GMT, s/n ?; miejsce startu: kosmodrom Plesieck (LC41/1), Rosja
Ładunek: Mołnia-3 17; Uwagi: start udany
139. 31 października 1981, 22:54 GMT, s/n ?; miejsce startu: kosmodrom Plesieck (LC16/2), Rosja
Ładunek: Kosmos 1317; Uwagi: start udany
140. 17 listopada 1981, 15:36 GMT, s/n ?; miejsce startu: kosmodrom Plesieck, Rosja
Ładunek: Mołnia-1 51; Uwagi: start udany
141. 23 grudnia 1981, 05:31 GMT, s/n ?; miejsce startu: Bajkonur, Kazachstan
Ładunek: Mołnia-1 52; Uwagi: start udany
142. 26 lutego 1982, 20:09 GMT, s/n ?; miejsce startu: kosmodrom Plesieck, Rosja
Ładunek: Mołnia-1 53; Uwagi: start udany
143. 3 marca 1982, 05:44 GMT, s/n ?; miejsce startu: kosmodrom Plesieck (LC16/2), Rosja
Ładunek: Kosmos 1341; Uwagi: start udany
144. 24 marca 1982, 00:12 GMT, s/n ?; miejsce startu: kosmodrom Plesieck (LC41/1), Rosja
Ładunek: Mołnia-3 18; Uwagi: start udany
145. 7 kwietnia 1982, 13:42 GMT, s/n ?; miejsce startu: kosmodrom Plesieck (LC16/2), Rosja
Ładunek: Kosmos 1348; Uwagi: start udany
146. 20 maja 1982, 13:09 GMT, s/n ?; miejsce startu: kosmodrom Plesieck (LC41/1), Rosja
Ładunek: Kosmos 1367; Uwagi: start udany
147. 28 maja 1982, 22:02 GMT, s/n ?; miejsce startu: kosmodrom Plesieck, Rosja
Ładunek: Mołnia-1 54; Uwagi: start udany
148. 25 czerwca 1982, 02:28 GMT, s/n ?; miejsce startu: kosmodrom Plesieck (LC43/3), Rosja
Ładunek: Kosmos 1382; Uwagi: start udany
149. 21 lipca 1982, 09:50 GMT, s/n ?; miejsce startu: Bajkonur, Kazachstan
Ładunek: Mołnia-1 55; Uwagi: start udany
150. 27 sierpnia 1982, 00:02 GMT, s/n ?; miejsce startu: kosmodrom Plesieck (LC41/1), Rosja
Ładunek: Mołnia-3 19; Uwagi: start udany
151. 22 września 1982, 06:23 GMT, s/n ?; miejsce startu: kosmodrom Plesieck (LC16/2), Rosja
Ładunek: Kosmos 1409; Uwagi: start udany
152. 8 grudnia 1982, 13:55 GMT, s/n ?; miejsce startu: Bajkonur, Kazachstan
Ładunek: Kosmos 1423; Uwagi: start nieudany – awaria członu czwartego

## wariant 2BL
Wariant rakiety Mołnia-M z trzecim członem zamienionym na Blok 2BL. Stosowana do wynoszenia satelitów wywiadowczych serii Oko.

### Chronologia lotów
1. 25 kwietnia 1983, 19:34 GMT; miejsce startu: kosmodrom Plesieck (LC16/2), Rosja
Ładunek: Kosmos 1456; Uwagi: start udany
2. 8 lipca 1983, 19:21 GMT; miejsce startu: kosmodrom Plesieck (LC43/4), Rosja
Ładunek: Kosmos 1481; Uwagi: start udany
3. 28 grudnia 1983, 03:48 GMT; miejsce startu: kosmodrom Plesieck (LC16/2), Rosja
Ładunek: Kosmos 1518; Uwagi: start udany
4. 6 marca 1984, 17:10 GMT; miejsce startu: kosmodrom Plesieck (LC16/2), Rosja
Ładunek: Kosmos 1541; Uwagi: start udany
5. 4 kwietnia 1984, 01:40 GMT; miejsce startu: kosmodrom Plesieck (LC16/2), Rosja
Ładunek: Kosmos 1547; Uwagi: start udany
6. 6 czerwca 1984, 15:34 GMT; miejsce startu: kosmodrom Plesieck (LC16/2), Rosja
Ładunek: Kosmos 1569; Uwagi: start udany
7. 3 lipca 1984, 21:31 GMT; miejsce startu: kosmodrom Plesieck (LC43/4), Rosja
Ładunek: Kosmos 1581; Uwagi: start udany
8. 2 sierpnia 1984, 08:38 GMT; miejsce startu: kosmodrom Plesieck (LC16/2), Rosja
Ładunek: Kosmos 1586; Uwagi: start udany
9. 7 września 1984, 19:13 GMT; miejsce startu: kosmodrom Plesieck (LC16/2), Rosja
Ładunek: Kosmos 1596; Uwagi: start udany
10. 4 października 1984, 19:49 GMT; miejsce startu: kosmodrom Plesieck (LC16/2), Rosja
Ładunek: Kosmos 1604; Uwagi: start udany
11. 11 czerwca 1985, 14:38 GMT; miejsce startu: kosmodrom Plesieck (LC41/1), Rosja
Ładunek: Kosmos 1658; Uwagi: start udany
12. 18 czerwca 1985, 00:43 GMT; miejsce startu: kosmodrom Plesieck (LC16/2), Rosja
Ładunek: Kosmos 1661; Uwagi: start udany
13. 12 sierpnia 1985, 15:21 GMT; miejsce startu: kosmodrom Plesieck (LC16/2), Rosja
Ładunek: Kosmos 1675; Uwagi: start udany
14. 24 września 1985, 04:48 GMT; miejsce startu: kosmodrom Plesieck (LC43/4), Rosja
Ładunek: Kosmos 1684; Uwagi: start udany
15. 30 września 1985, 19:26 GMT; miejsce startu: kosmodrom Plesieck (LC16/2), Rosja
Ładunek: Kosmos 1687; Uwagi: start udany
16. 22 października 1985, 20:24 GMT; miejsce startu: kosmodrom Plesieck (LC43/4), Rosja
Ładunek: Kosmos 1698; Uwagi: start udany
17. 9 listopada 1985, 08:38 GMT; miejsce startu: kosmodrom Plesieck (LC41/1), Rosja
Ładunek: Kosmos 1701; Uwagi: start udany
18. 1 lutego 1986, 18:12 GMT; miejsce startu: kosmodrom Plesieck (LC16/2), Rosja
Ładunek: Kosmos 1729; Uwagi: start udany
19. 5 lipca 1986, 01:16 GMT; miejsce startu: kosmodrom Plesieck (LC43/4), Rosja
Ładunek: Kosmos 1761; Uwagi: start udany
20. 28 sierpnia 1986, 00:28 GMT; miejsce startu: kosmodrom Plesieck (LC16/2), Rosja
Ładunek: Kosmos 1774; Uwagi: start udany
21. 3 października 1986, 13:12 GMT; miejsce startu: kosmodrom Plesieck (LC41/1), Rosja
Ładunek: Kosmos 1783; Uwagi: start nieudany, awaria członu czwartego. Ładunek osiągnął nieużyteczną orbitę
22. 15 października 1986, 09:50 GMT; miejsce startu: kosmodrom Plesieck (LC41/1), Rosja
Ładunek: Kosmos 1785; Uwagi: start udany
23. 20 listopada 1986, 12:28 GMT; miejsce startu: kosmodrom Plesieck (LC16/2), Rosja
Ładunek: Kosmos 1793; Uwagi: start udany
24. 12 grudnia 1986, 18:43 GMT; miejsce startu: kosmodrom Plesieck (LC43/3), Rosja
Ładunek: Kosmos 1806; Uwagi: start udany
25. 4 czerwca 1987, 18:50 GMT; miejsce startu: kosmodrom Plesieck (LC16/2), Rosja
Ładunek: Kosmos 1849; Uwagi: start udany
26. 12 czerwca 1987, 07:40 GMT; miejsce startu: kosmodrom Plesieck (LC43/4), Rosja
Ładunek: Kosmos 1851; Uwagi: start udany
27. 21 grudnia 1987, 22:35:42 GMT; miejsce startu: kosmodrom Plesieck (LC41/1), Rosja
Ładunek: Kosmos 1903; Uwagi: start udany
28. 26 lutego 1988, 09:50 GMT; miejsce startu: kosmodrom Plesieck (LC41/1), Rosja
Ładunek: Kosmos 1922; Uwagi: start udany
29. 30 sierpnia 1988, 14:09 GMT; miejsce startu: kosmodrom Plesieck (LC16/2), Rosja
Ładunek: Mołnia-3 31; Uwagi: start udany
30. 3 października 1988, 22:23:39 GMT; miejsce startu: kosmodrom Plesieck (LC41/1), Rosja
Ładunek: Kosmos 1974; Uwagi: start udany
31. 25 października 1988, 18:00 GMT; miejsce startu: kosmodrom Plesieck (LC41/1), Rosja
Ładunek: Kosmos 1977; Uwagi: start udany
32. 14 lutego 1989, 04:33 GMT; miejsce startu: kosmodrom Plesieck (LC43/4), Rosja
Ładunek: Kosmos 2001; Uwagi: start udany
33. 23 listopada 1989, 20:38 GMT; miejsce startu: kosmodrom Plesieck (LC16/2), Rosja
Ładunek: Kosmos 2050; Uwagi: start udany
34. 27 marca 1990, 16:48 GMT; miejsce startu: kosmodrom Plesieck (LC43/3), Rosja
Ładunek: Kosmos 2063; Uwagi: start udany
35. 28 kwietnia 1990, 13:12 GMT; miejsce startu: kosmodrom Plesieck (LC16/2), Rosja
Ładunek: Kosmos 2076; Uwagi: start udany
36. 21 czerwca 1990, 20:45:52 GMT; miejsce startu: kosmodrom Plesieck (LC43/3), Rosja
Ładunek: Kosmos 2084; Uwagi: start nieudany, awaria członu czwartego, ładunek osiągnął niewłaściwą orbitę
37. 25 lipca 1990, 18:14 GMT; miejsce startu: kosmodrom Plesieck (LC16/2), Rosja
Ładunek: Kosmos 2087; Uwagi: start udany
38. 28 sierpnia 1990, 07:55 GMT; miejsce startu: kosmodrom Plesieck (LC43/4), Rosja
Ładunek: Kosmos 2097; Uwagi: start udany
39. 20 listopada 1990, 01:12 GMT; miejsce startu: kosmodrom Plesieck (LC16/2), Rosja
Ładunek: Kosmos 2105; Uwagi: start udany
40. 24 stycznia 1992, 00:14 GMT; miejsce startu: kosmodrom Plesieck (LC43/4), Rosja
Ładunek: Kosmos 2176; Uwagi: start udany
41. 8 lipca 1992, 10:04 GMT; miejsce startu: kosmodrom Plesieck (LC43/3), Rosja
Ładunek: Kosmos 2196; Uwagi: start udany
42. 21 października 1992, 10:33 GMT; miejsce startu: kosmodrom Plesieck (LC16/2), Rosja
Ładunek: Kosmos 2217; Uwagi: start udany
43. 25 listopada 1992, 11:02 GMT; miejsce startu: kosmodrom Plesieck (LC43/3), Rosja
Ładunek: Kosmos 2222; Uwagi: start udany
44. 26 stycznia 1993, 14:24 GMT; miejsce startu: kosmodrom Plesieck (LC16/2), Rosja
Ładunek: Mołnia-3 40; Uwagi: start udany
45. 6 kwietnia 1993, 19:12 GMT; miejsce startu: kosmodrom Plesieck (LC43/4), Rosja
Ładunek: Kosmos 2241; Uwagi: start udany
46. 10 sierpnia 1993, 14:52 GMT; miejsce startu: kosmodrom Plesieck (LC16/2), Rosja
Ładunek: Kosmos 2261; Uwagi: start udany
47. 5 sierpnia 1994, 01:12 GMT; miejsce startu: kosmodrom Plesieck (LC16/2), Rosja
Ładunek: Kosmos 2286; Uwagi: start udany
48. 24 maja 1995, 20:09 GMT; miejsce startu: kosmodrom Plesieck (LC16/2), Rosja
Ładunek: Kosmos 2312; Uwagi: start udany
49. 2 sierpnia 1995, 23:45 GMT; miejsce startu: kosmodrom Plesieck (LC43/3), Rosja
Ładunek: Interbol 1; Uwagi: start udany
50. 28 grudnia 1995, 06:45 GMT; miejsce startu: Bajkonur (LC31), Kazachstan
Ładunek: Skipper; Uwagi: start udany
51. 29 sierpnia 1996, 05:22 GMT; miejsce startu: kosmodrom Plesieck (LC43/3), Rosja
Ładunek: Magion 5; Uwagi: start udany
52. 9 kwietnia 1997, 09:00 GMT; miejsce startu: kosmodrom Plesieck (LC16/2), Rosja
Ładunek: Kosmos 2340; Uwagi: start udany
53. 14 maja 1997, 00:33 GMT; miejsce startu: kosmodrom Plesieck (LC43/4), Rosja
Ładunek: Kosmos 2342; Uwagi: start udany
54. 7 maja 1998, 08:53 GMT; miejsce startu: kosmodrom Plesieck (LC16/2), Rosja
Ładunek: Kosmos 2351; Uwagi: start udany
55. 27 grudnia 1999, 19:20 GMT; miejsce startu: kosmodrom Plesieck, Rosja
Ładunek: Kosmos 2368; Uwagi: start udany
56. 1 kwietnia 2002, 22:07 GMT; miejsce startu: kosmodrom Plesieck (LC43/3), Rosja
Ładunek: Kosmos 2388; Uwagi: start udany
57. 24 grudnia 2002, 12:20:13 GMT; miejsce startu: kosmodrom Plesieck (LC43/2), Rosja
Ładunek: Kosmos 2393; Uwagi: start udany
58. 21 lipca 2006, 04:20 GMT; miejsce startu: kosmodrom Plesieck (LC16/2), Rosja
Ładunek: Kosmos 2422; Uwagi: start udany
59. 23 października 2007, 04:39 GMT; miejsce startu: kosmodrom Plesieck (LC16/2), Rosja
Ładunek: Kosmos 2430; Uwagi: start udany
60. 2 grudnia 2008, 05:00 GMT; miejsce startu: kosmodrom Plesieck, Rosja
Ładunek: Kosmos 2446; Uwagi: start udany

## wariant ML
Wariant rakiety Mołnia-M z trzecim członem zamienionym na Blok ML. Stosowana do wynoszenia satelitów Mołnia.

### Chronologia lotów
1. 11 marca 1983, 15:29 GMT, miejsce startu: kosmodrom Plesieck (LC41/1), Rosja
Ładunek: Mołnia-3 20; Uwagi: start udany
2. 16 marca 1983, 18:14 GMT, miejsce startu: kosmodrom Plesieck, Rosja
Ładunek: Mołnia-1 56; Uwagi: start udany
3. 2 kwietnia 1983, 02:02 GMT, miejsce startu: Bajkonur (LC1), Kazachstan
Ładunek: Mołnia-1 57; Uwagi: start udany
4. 19 lipca 1983, 15:14 GMT, miejsce startu: Bajkonur (LC1), Kazachstan
Ładunek: Mołnia-1 58; Uwagi: start udany
5. 30 sierpnia 1983, 22:49 GMT, miejsce startu: kosmodrom Plesieck (LC41/1), Rosja
Ładunek: Mołnia-3 21; Uwagi: start udany
6. 23 listopada 1983, 16:45 GMT, miejsce startu: kosmodrom Plesieck, Rosja
Ładunek: Mołnia-1 59; Uwagi: start udany
7. 21 grudnia 1983, 06:07 GMT, miejsce startu: kosmodrom Plesieck (LC41/1), Rosja
Ładunek: Mołnia-3 22; Uwagi: start udany
8. 16 marca 1984, 23:29 GMT, miejsce startu: kosmodrom Plesieck, Rosja
Ładunek: Mołnia-1 60; Uwagi: start udany
9. 10 sierpnia 1984, 00:03 GMT, miejsce startu: kosmodrom Plesieck, Rosja
Ładunek: Mołnia-1 61; Uwagi: start udany
10. 24 sierpnia 1984, 08:26 GMT, miejsce startu: kosmodrom Plesieck, Rosja
Ładunek: Mołnia-1 62; Uwagi: start udany
11. 14 grudnia 1984, 20:40 GMT, miejsce startu: kosmodrom Plesieck, Rosja
Ładunek: Mołnia-1 63; Uwagi: start udany
12. 16 stycznia 1985, 06:22 GMT, miejsce startu: kosmodrom Plesieck (LC43/4), Rosja
Ładunek: Mołnia-3 23; Uwagi: start udany
13. 29 maja 1985, 07:41 GMT, miejsce startu: kosmodrom Plesieck (LC43/4), Rosja
Ładunek: Mołnia-3 24; Uwagi: start udany
14. 17 lipca 1985, 01:12 GMT, miejsce startu: kosmodrom Plesieck (LC43/4), Rosja
Ładunek: Mołnia-3 25; Uwagi: start udany
15. 22 sierpnia 1985, 19:26 GMT, miejsce startu: kosmodrom Plesieck, Rosja
Ładunek: Mołnia-1 64; Uwagi: start udany
16. 3 października 1985, 07:26 GMT, miejsce startu: kosmodrom Plesieck (LC43/4), Rosja
Ładunek: Mołnia-3 26; Uwagi: start udany
17. 23 października 1985, 07:12 GMT, miejsce startu: Bajkonur, Kazachstan
Ładunek: Mołnia-1 65; Uwagi: start udany
18. 28 października 1985, 17:16 GMT, miejsce startu: kosmodrom Plesieck, Rosja
Ładunek: Mołnia-1 66; Uwagi: start udany
19. 24 grudnia 1985, 19:12 GMT, miejsce startu: kosmodrom Plesieck (LC43/4), Rosja
Ładunek: Mołnia-3 27; Uwagi: start udany
20. 18 kwietnia 1986, 19:59 GMT, miejsce startu: kosmodrom Plesieck (LC41/1), Rosja
Ładunek: Mołnia-3 28; Uwagi: start udany
21. 19 czerwca 1986, 21:09 GMT, miejsce startu: kosmodrom Plesieck (LC41/1), Rosja
Ładunek: Mołnia-3 29; Uwagi: start udany
22. 30 lipca 1986, 15:07 GMT, miejsce startu: kosmodrom Plesieck, Rosja
Ładunek: Mołnia-1 67; Uwagi: start udany
23. 5 września 1986, 09:21 GMT, miejsce startu: kosmodrom Plesieck, Rosja
Ładunek: Mołnia-1 68; Uwagi: start udany
24. 20 października 1986, 09:07 GMT, miejsce startu: kosmodrom Plesieck (LC43/4), Rosja
Ładunek: Mołnia-3 30; Uwagi: start udany
25. 15 listopada 1986, 21:34 GMT, miejsce startu: kosmodrom Plesieck, Rosja
Ładunek: Mołnia-1 69; Uwagi: start udany
26. 26 grudnia 1986, 15:21 GMT, miejsce startu: kosmodrom Plesieck, Rosja
Ładunek: Mołnia-1 70; Uwagi: start udany
27. 22 stycznia 1987, 16:04 GMT, miejsce startu: kosmodrom Plesieck (LC41/1), Rosja
Ładunek: Mołnia-3 31; Uwagi: start udany
28. 11 marca 1988, 06:43 GMT, miejsce startu: kosmodrom Plesieck, Rosja
Ładunek: Mołnia-1 71; Uwagi: start udany
29. 17 marca 1988, 20:55 GMT, miejsce startu: kosmodrom Plesieck, Rosja
Ładunek: Mołnia-1 72; Uwagi: start udany
30. 26 maja 1988, 15:21 GMT, miejsce startu: kosmodrom Plesieck (LC43/4), Rosja
Ładunek: Mołnia-3 32; Uwagi: start udany
31. 12 sierpnia 1988, 13:12 GMT, miejsce startu: kosmodrom Plesieck, Rosja
Ładunek: Mołnia-1 73; Uwagi: start udany
32. 29 września 1988, 09:21 GMT, miejsce startu: kosmodrom Plesieck (LC41/1), Rosja
Ładunek: Mołnia-3 33; Uwagi: start udany
33. 22 grudnia 1988, 14:09 GMT, miejsce startu: kosmodrom Plesieck (LC43/4), Rosja
Ładunek: Mołnia-3 34; Uwagi: start udany
34. 28 grudnia 1988, 05:31 GMT, miejsce startu: kosmodrom Plesieck, Rosja
Ładunek: Mołnia-1 74; Uwagi: start udany
35. 15 lutego 1989, 11:16 GMT, miejsce startu: Bajkonur, Kazachstan
Ładunek: Mołnia-1 75; Uwagi: start udany
36. 8 czerwca 1989, 17:16 GMT, miejsce startu: kosmodrom Plesieck (LC43/3), Rosja
Ładunek: Mołnia-3 35; Uwagi: start udany
37. 27 września 1989, 14:38 GMT, miejsce startu: kosmodrom Plesieck, Rosja
Ładunek: Mołnia-1 76; Uwagi: start udany
38. 28 listopada 1989, 10:04 GMT, miejsce startu: kosmodrom Plesieck (LC43/3), Rosja
Ładunek: Mołnia-3 36; Uwagi: start udany
39. 23 stycznia 1990, 02:52 GMT, miejsce startu: kosmodrom Plesieck (LC43/4), Rosja
Ładunek: Mołnia-3 37; Uwagi: start udany
40. 26 kwietnia 1990, 01:40 GMT, miejsce startu: kosmodrom Plesieck, Rosja
Ładunek: Mołnia-1 77; Uwagi: start udany
41. 13 czerwca 1990, 01:12 GMT, miejsce startu: kosmodrom Plesieck (LC43/3), Rosja
Ładunek: Mołnia-3 38; Uwagi: start udany
42. 10 sierpnia 1990, 20:18 GMT, miejsce startu: kosmodrom Plesieck, Rosja
Ładunek: Mołnia-1 78; Uwagi: start udany
43. 20 września 1990, 20:16:59 GMT, miejsce startu: kosmodrom Plesieck (LC43/4), Rosja
Ładunek: Mołnia-3 39; Uwagi: start udany
44. 23 listopada 1990, 03:51 GMT, miejsce startu: kosmodrom Plesieck, Rosja
Ładunek: Mołnia-1 79; Uwagi: start udany
45. 15 lutego 1991, 15:19 GMT, miejsce startu: kosmodrom Plesieck (LC43/3), Rosja
Ładunek: Mołnia-1 80; Uwagi: start udany
46. 22 marca 1991, 12:19:59 GMT, miejsce startu: kosmodrom Plesieck (LC43/4), Rosja
Ładunek: Mołnia-3 40; Uwagi: start udany
47. 18 czerwca 1991, 09:09 GMT, miejsce startu: kosmodrom Plesieck (LC43/4), Rosja
Ładunek: Mołnia-1 81; Uwagi: start udany
48. 1 sierpnia 1991, 11:53 GMT, miejsce startu: kosmodrom Plesieck (LC43/4), Rosja
Ładunek: Mołnia-1 82; Uwagi: start udany
49. 17 września 1991, 20:01:59 GMT, miejsce startu: kosmodrom Plesieck (LC43/4), Rosja
Ładunek: Mołnia-3 41; Uwagi: start udany
50. 4 marca 1992, 04:27 GMT, miejsce startu: kosmodrom Plesieck (LC43/4), Rosja
Ładunek: Mołnia-1 83; Uwagi: start udany
51. 6 sierpnia 1992, 18:14 GMT, miejsce startu: kosmodrom Plesieck, Rosja
Ładunek: Mołnia-1 84; Uwagi: start udany
52. 14 października 1992, 20:09 GMT, miejsce startu: kosmodrom Plesieck (LC43/3), Rosja
Ładunek: Mołnia-3 42; Uwagi: start udany
53. 2 grudnia 1992, 01:57 GMT, miejsce startu: kosmodrom Plesieck (LC43/3), Rosja
Ładunek: Mołnia-3 43; Uwagi: start udany
54. 13 stycznia 1993, 01:55 GMT, miejsce startu: kosmodrom Plesieck, Rosja
Ładunek: Mołnia-1 85; Uwagi: start udany
55. 21 kwietnia 1993, 00:28 GMT, miejsce startu: kosmodrom Plesieck (LC43/4), Rosja
Ładunek: Mołnia-3 44; Uwagi: start udany
56. 26 maja 1993, 03:23 GMT, miejsce startu: kosmodrom Plesieck, Rosja
Ładunek: Mołnia-1 86; Uwagi: start udany
57. 4 sierpnia 1993, 00:57 GMT, miejsce startu: kosmodrom Plesieck (LC43/3), Rosja
Ładunek: Mołnia-3 45; Uwagi: start udany
58. 22 grudnia 1993, 20:37 GMT, miejsce startu: kosmodrom Plesieck (LC43), Rosja
Ładunek: Mołnia-1 87; Uwagi: start udany
59. 23 sierpnia 1994, 14:30 GMT, miejsce startu: kosmodrom Plesieck (LC43), Rosja
Ładunek: Mołnia-3 46; Uwagi: start udany
60. 14 grudnia 1994, 14:21 GMT, miejsce startu: kosmodrom Plesieck (LC43/4), Rosja
Ładunek: Mołnia-1 88; Uwagi: start udany
61. 9 sierpnia 1995, 02:21 GMT, miejsce startu: kosmodrom Plesieck (LC43/3), Rosja
Ładunek: Mołnia-3 47; Uwagi: start udany
62. 14 sierpnia 1996, 22:21 GMT, miejsce startu: kosmodrom Plesieck (LC43/3), Rosja
Ładunek: Mołnia-1 89; Uwagi: start udany
63. 24 października 1996, 11:37 GMT, miejsce startu: kosmodrom Plesieck (LC43/4), Rosja
Ładunek: Mołnia-3 48; Uwagi: start udany
64. 24 września 1997, 21:32 GMT, miejsce startu: kosmodrom Plesieck (LC43/4), Rosja
Ładunek: Mołnia-1 90; Uwagi: start udany
65. 1 lipca 1998, 00:48 GMT, miejsce startu: kosmodrom Plesieck (LC43/3), Rosja
Ładunek: Mołnia-3 49; Uwagi: start udany
66. 28 września 1998, 23:41 GMT, miejsce startu: kosmodrom Plesieck, Rosja
Ładunek: Mołnia-1 91; Uwagi: start udany
67. 8 lipca 1999, 08:46 GMT, miejsce startu: kosmodrom Plesieck (LC43/3), Rosja
Ładunek: Mołnia-3 50; Uwagi: start udany
68. 20 lipca 2001, 00:17 GMT, miejsce startu: kosmodrom Plesieck (LC43/4), Rosja
Ładunek: Mołnia-3 51; Uwagi: start udany
69. 25 października 2001, 11:34 GMT, miejsce startu: kosmodrom Plesieck (LC43), Rosja
Ładunek: Mołnia-3 52; Uwagi: start udany
70. 2 kwietnia 2003, 01:53,01 GMT, miejsce startu: kosmodrom Plesieck (LC16/2), Rosja
Ładunek: Mołnia-1 92; Uwagi: start udany
71. 19 czerwca 2003, 20:00:34 GMT, miejsce startu: kosmodrom Plesieck (LC16/2), Rosja
Ładunek: Mołnia-3 53; Uwagi: start udany
72. 18 lutego 2004, 07:05 GMT, miejsce startu: kosmodrom Plesieck (LC16/2), Rosja
Ładunek: Kosmos 2405; Uwagi: start udany
73. 21 czerwca 2005, 00:49 GMT, s/n 77046-694, miejsce startu: kosmodrom Plesieck (LC16/2), Rosja
Ładunek: Mołnia-3K; Uwagi: start nieudany – awaria 3. członu

## wariant SOL
Wariant rakiety Mołnia-M z trzecim członem zamienionym na Blok SOL. Stosowana wyłącznie do wynoszenia satelitów pogodowych serii Prognoz.

### Chronologia lotów
1. 14 kwietnia 1972, 00:57 GMT, konfiguracja SOL; miejsce startu: Bajkonur, Kazachstan
Ładunek: Prognoz 1; Uwagi: start udany
2. 29 czerwca 1972, 03:47 GMT, konfiguracja SOL; miejsce startu: Bajkonur, Kazachstan
Ładunek: Prognoz 2; Uwagi: start udany
3. 15 lutego 1973, 01:12 GMT, konfiguracja SOL; miejsce startu: Bajkonur, Kazachstan
Ładunek: Prognoz 3; Uwagi: start udany
4. 22 grudnia 1975, 02:09 GMT, konfiguracja SOL; miejsce startu: Bajkonur, Kazachstan
Ładunek: Prognoz 4; Uwagi: start udany
5. 25 listopada 1976, 04:04 GMT, konfiguracja SOL; miejsce startu: Bajkonur, Kazachstan
Ładunek: Prognoz 5; Uwagi: start udany
6. 22 września 1977, 00:51 GMT, konfiguracja SOL; miejsce startu: Bajkonur, Kazachstan
Ładunek: Prognoz 6; Uwagi: start udany
7. 30 października 1978, 00:23 GMT, konfiguracja SOL; miejsce startu: Bajkonur, Kazachstan
Ładunek: Prognoz 7; Uwagi: start udany
8. 25 grudnia 1980, 04:04 GMT, konfiguracja SOL; miejsce startu: Bajkonur, Kazachstan
Ładunek: Prognoz 8; Uwagi: start udany
9. 1 lipca 1983, 12:14 GMT, konfiguracja SOL; miejsce startu: Bajkonur, Kazachstan
Ładunek: Prognoz 9; Uwagi: start udany – satelita do badań Słońca.
10. 26 kwietnia 1985, 06:00 GMT, konfiguracja SOL; miejsce startu: Bajkonur, Kazachstan
Ładunek: Prognoz 10; Uwagi: start udany